# Otus alius
Otus alius là một loài chim trong họ Strigidae.